# Anthidium aztecum
Anthidium aztecum är en biart som beskrevs av Cresson 1878. Anthidium aztecum ingår i släktet ullbin, och familjen buksamlarbin. Inga underarter finns listade i Catalogue of Life.